# Cycloctenidae
Cycloctenidae zijn een familie van spinnen. De familie telt 5 beschreven geslachten en 36 soorten.

## Geslachten
- Cycloctenus L. Koch, 1878
- Galliena Simon, 1898
- Plectophanes Bryant, 1935
- Toxopsiella Forster, 1964
- Uzakia Koçak & Kemal, 2008

## Taxonomie
Voor een overzicht van de geslachten en soorten behorende tot de familie zie de lijst van Cycloctenidae.